# ليف بلاتونوف
ليف بلاتونوف (بالروسية: Платонов, Лев Васильевич)‏ هو لاعب كرة قدم ومدرب كرة قدم روسي، ولد في 10 مايو 1940 في ريازان في روسيا. لعب مع إسكرا سمولينسك ‏.